# Saxenborg

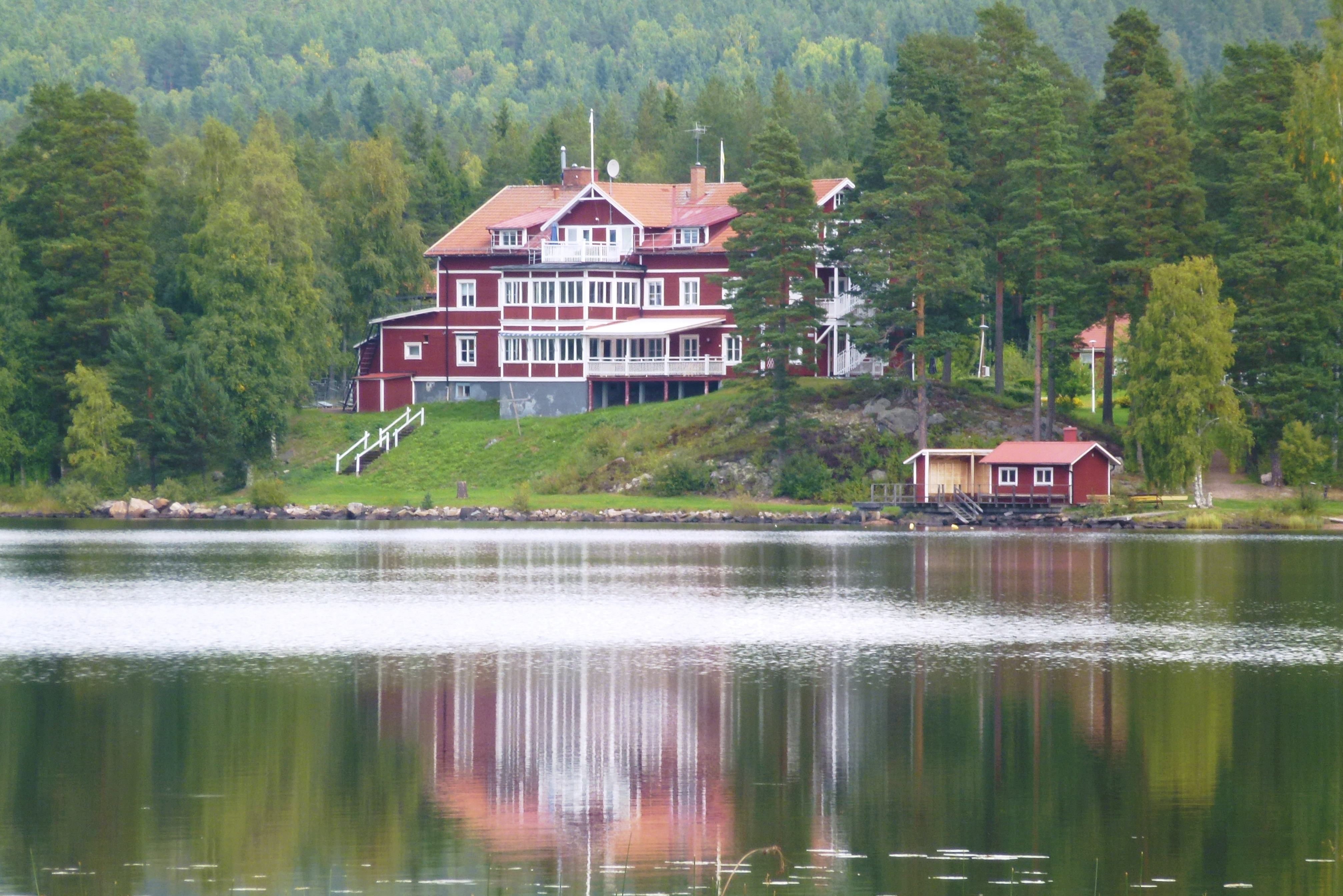
Saxenborg, vy över sjön Saxen, 2013.

Saxenborg är en kursgård 3 km öster om Grangärde, Ludvika kommun i södra Dalarna. Gården är belägen intill östra stranden av sjön Saxen. 

## Historik
Huvudbyggnaden var tidigare ett fattighus som låg i Pärlby på västra sidan sjön Saxen, byggd 1870. 1907 blev den ersatt och huset drogs över isen (i tre delar) till sitt nuvarande läge 1912–14.
På sin nya plats fungerade huset som ett av Dalarnas flottaste pensionat fram till 1926. Brukspatronen på Nyhammars bruk och riksdagsman Jansson från Saxhyttan höll tillställningar här vid nyår och andra högtider. Komplexet blev ett vilohem 1927–1954.
Anläggningen köptes av dåvarande NTO 1955 och blev utbildningscentrum för ungdomsledarutbildning, teater och studiecirkelledare. Fram till våren 2011 var Saxenborg en kombinerad kurs-, konferens- och friluftsgård samt hotell som de sista åren bedrevs som ekonomisk förening med stora andelar ägda av Ungdomens Nykterhetsförbund och IOGT-NTO-förbundet. I november 2010 begärde styrelsen föreningen i konkurs efter flera års ekonomiska problem.
Under våren 2011 köptes gården av International Mission Church i Stockholm. Anläggningen består utöver huvudbyggnaden av bland annat Konferenshuset, Ljusgården, föreståndarebostad, badplats, bouleplan, utedansbana och grillplats.

## Bilder

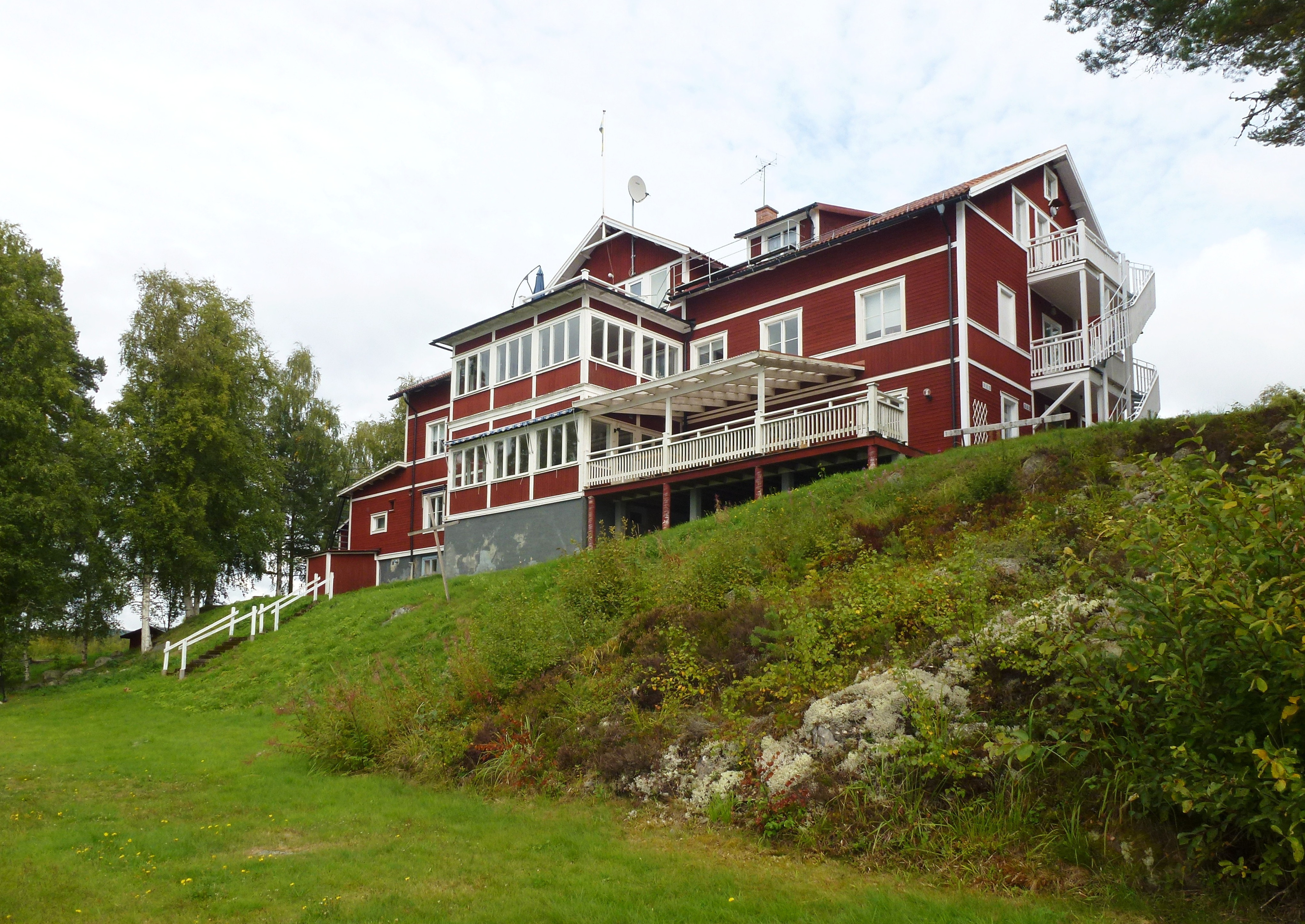
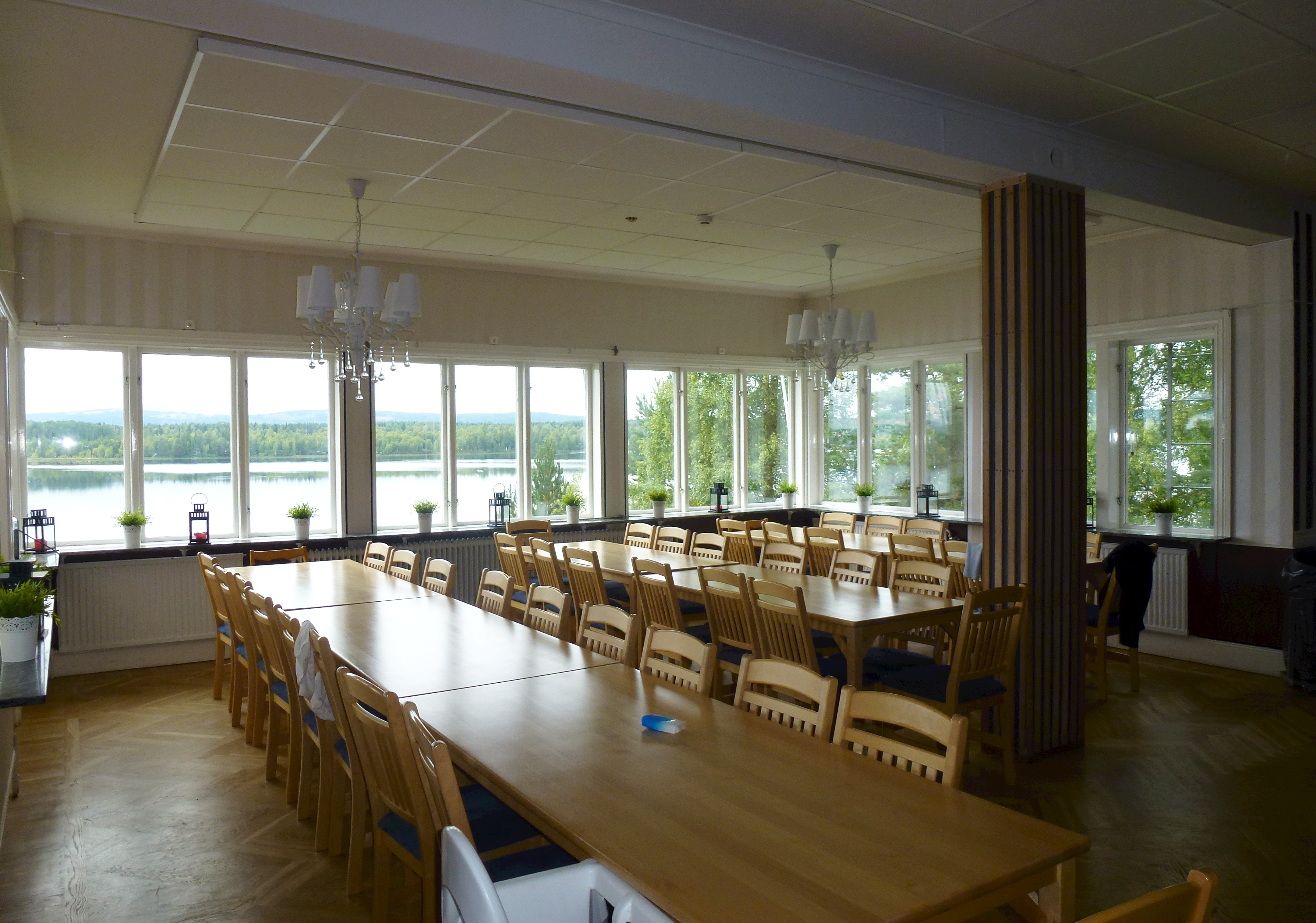
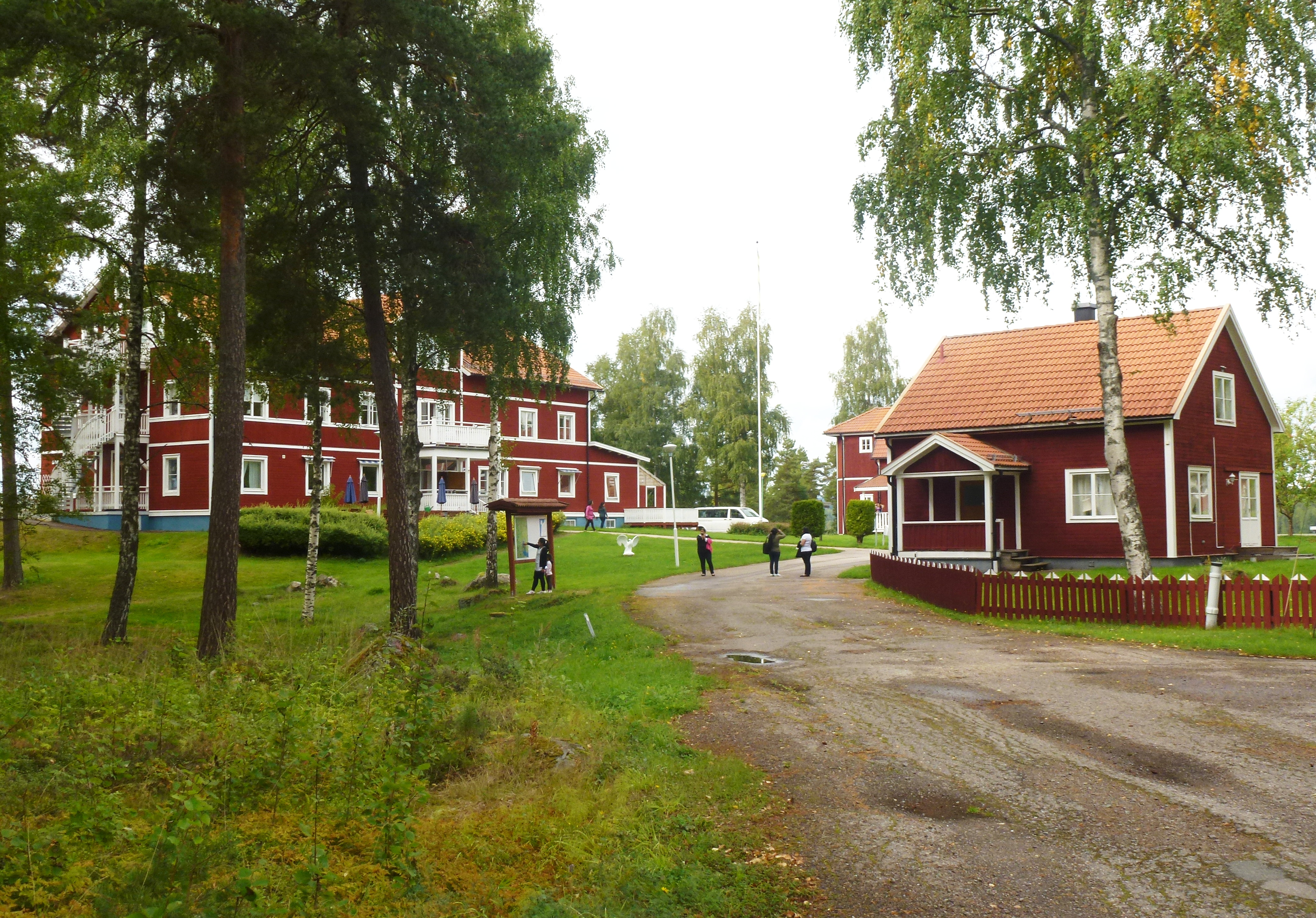
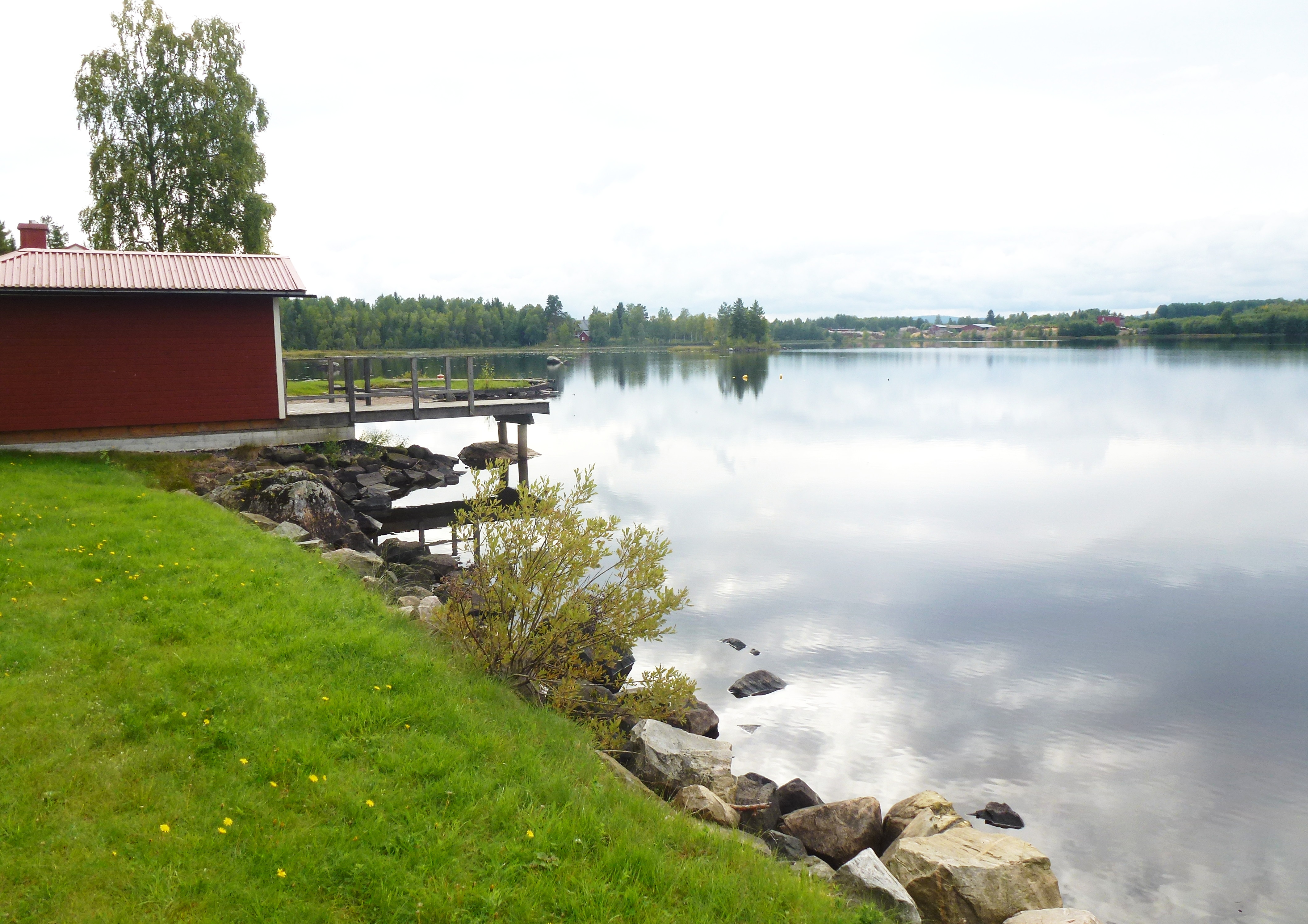

## Föreståndare IOGT-tiden

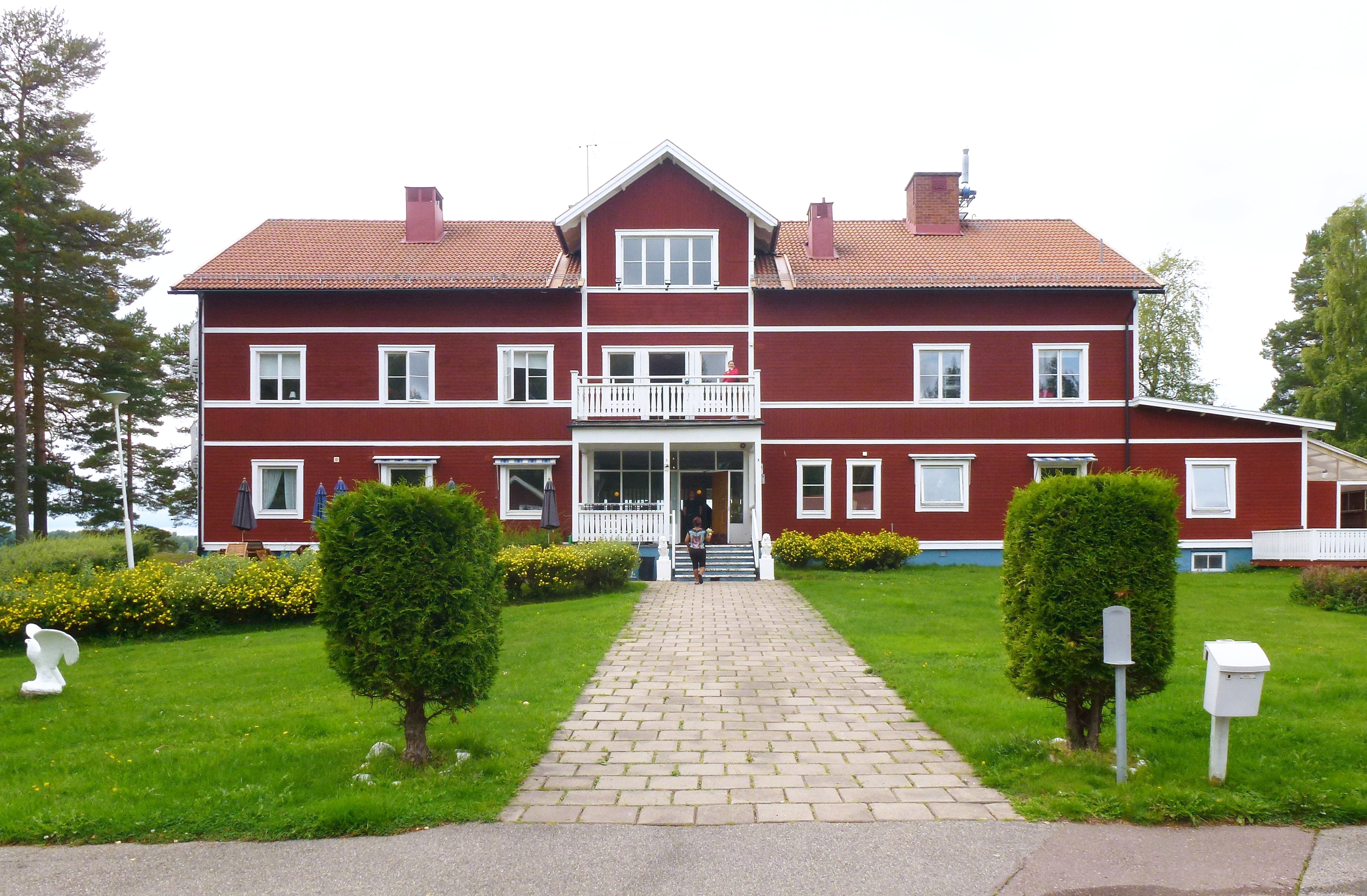
Saxenborg, huvudbyggnad, 2013

- Stig Kroon
- Sven Karlsson
- Jan-Olof Warnestad
- Kjell Hallberg
- Rolf Svensson
- Mats Hellsten 1975–1982
- Peter Löfgren
- Lars-Olof Persson
- Sven-Erik Alfredsson
- Mats Gunnarsson 1994–2000
- Christer Wik 2000–2007
- Anette Eriksson Dahlgren 2009-2011